# Olle Anderberg (politiker)
Olle Yngve Anderberg, född 8 februari 1920 i Lunds stadsförsamling i Malmöhus län, död 22 mars 2002 i Norrköpings Hedvigs församling i Östergötlands län, var en svensk lärare, fackföreningsman och politiker.
Olle Anderberg var son till typografen Emil Anderberg och Anna, ogift Österling. Efter akademiska studier blev han filosofie magister i Lund 1947, adjunkt vid samrealskolan i Norrköping 1954 och vid kommunala gymnasiet där från 1962.
Han var förbundsordförande i Lärarnas Riksförbund (LR) 1962–1968, satt i kommunfullmäktige för Folkpartiet 1959–1977, var oppositionsråd för Östergötlands läns landsting 1973–1980, landstingsråd 1980–1982, ledamot i museinämnden och fritidsnämnden, styrelseledamot i orkesterföreningen, Östgötatrafiken, Folksams skolråd, länsstyrelsen och landstinget.
Han skrev artiklar i skolfrågor med mera.
Anderberg gifte sig 1950 med Inga Britt Lundén (född 1928), dotter till rektor Ivar Lundén och Elsa, ogift Samuelsson. Tillsammans fick de sonen Thomas Anderberg (1956–2013) och dottern Cecilia Anderberg (född 1961). Olle Anderberg är gravsatt i Krematorielunden i Norrköping.